# Henni Géza
Henni Géza (Kiskunhalas, 1926. november 6. – Florida, 2014. április 7.) válogatott labdarúgó, kapus, edző. Testvére Henni Miklós labdarúgó volt. A sportsajtóban Henni I néven szerepelt.

## Pályafutása

### Klubcsapatban
Kiskunhalason kezdte a pályafutását. A helyi MOVE csapatában védett. Kiskunhalasról került a Ferencvárosi TC-hez. Védett a már ÉDOSZ-nak (Élelmiszeripari Dolgozók Országos Szakszervezete Sport Egyesület) nevezett Fradiban, majd az Bp. Dózsa csapatában. Fizikai adottságai és kiváló képességei alapján a legjobb magyar kapusok méltó utódjainak ígérkezett. 1956-ban az Egyesült Államokba távozott. Egy ideig még játszott, majd befejezte az aktív labdarúgást.

### A válogatottban
1948 és 1953 között 16 alkalommal szerepelt a válogatottban. Háromszoros B-válogatott (1946–53), egyszeres Budapest válogatott (1946).

### Edzőként
1965 és 1967 között az Egyesült Államok labdarúgó válogatottjának szövetségi kapitánya, majd a Houston Stars vezetőedzője volt. Edzőként számos magyar származású labdarúgóval foglalkozott.

## Sikerei, díjai
- Magyar bajnokság
  - bajnok: 1948–49
  - 2.: 1949–50
  - 3.: 1950-ősz, 1951, 1952
- Magyar Köztársasági Sportérdemérem ezüst fokozat (1949)[3]
- A Magyar Népköztársaság kiváló sportolója (1951)[4]

## Statisztika

### Mérkőzései a válogatottban
| Magyarország | Magyarország       | Magyarország                  | Magyarország  | Magyarország | Magyarország  | Magyarország | Magyarország | Magyarország |
| #            | Dátum              | Helyszín                      | Hazai         | Eredmény     | Vendég        | Kiírás       | Gólok        | Esemény      |
| ------------ | ------------------ | ----------------------------- | ------------- | ------------ | ------------- | ------------ | ------------ | ------------ |
| 1.           | 1948. május 2.     | Bécs, Práter stadion          | Ausztria      | 3 – 2        | Magyarország  | Európa-kupa  | -            |              |
| 2.           | 1948. május 23.    | Budapest, Üllői úti stadion   | Magyarország  | 2 – 1        | Csehszlovákia | Európa-kupa  | -            |              |
| 3.           | 1948. június 6.    | Újpest, Megyeri úti stadion   | Magyarország  | 9 – 0        | Románia       | Balkán-kupa  | -            | 26'          |
| 4.           | 1948. november 7.  | Szófia, Junak Stadion         | Bulgária      | 1 – 0        | Magyarország  | Balkán-kupa  | -            |              |
| 5.           | 1949. május 8.     | Újpest, Megyeri úti stadion   | Magyarország  | 6 – 1        | Ausztria      | Európa-kupa  | -            |              |
| 6.           | 1949. június 12.   | Újpest, Megyeri úti stadion   | Magyarország  | 1 – 1        | Olaszország   | Európa-kupa  | -            |              |
| 7.           | 1949. június 19.   | Stockholm, Råsunda Stadion    | Svédország    | 2 – 2        | Magyarország  | barátságos   | -            |              |
| 8.           | 1949. július 10.   | Debrecen, Nagyerdei stadion   | Magyarország  | 8 – 2        | Lengyelország | barátságos   | -            |              |
| 9.           | 1949. október 16.  | Bécs, Práter stadion          | Ausztria      | 3 – 4        | Magyarország  | barátságos   | -            |              |
| 10.          | 1949. október 30.  | Újpest, Megyeri úti stadion   | Magyarország  | 5 – 0        | Bulgária      | barátságos   | -            |              |
| 11.          | 1949. november 20. | Újpest, Megyeri úti stadion   | Magyarország  | 5 – 0        | Svédország    | barátságos   | -            | 81'          |
| 12.          | 1950. április 30.  | Budapest, Megyeri úti stadion | Magyarország  | 5 – 0        | Csehszlovákia | barátságos   | -            |              |
| 13.          | 1950. május 14.    | Bécs, Práter-stadion          | Ausztria      | 5 – 3        | Magyarország  | barátságos   | -            |              |
| 14.          | 1951. május 27.    | Budapest, Megyeri úti stadion | Magyarország  | 6 – 0        | Lengyelország | barátságos   | -            | 75'          |
| 15.          | 1951. október 14.  | Vitkovice                     | Csehszlovákia | 1 – 2        | Magyarország  | barátságos   | -            |              |
| 16.          | 1953. október 4.   | Szófia, Levszki-stadion       | Bulgária      | 1 – 1        | Magyarország  | barátságos   | -            |              |
|              | Összesen           |                               |               | 16           | mérkőzés      |              | 0            | gól          |